# Войтовець
Войтовец (словац. Vojtovec) — річка в Словаччині; права притока Ондави довжиною 16.7 км. Протікає в окрузі Стропков.
Витікає в масиві Лаборецька Верховина на висоті 430 метрів. Протікає територією сіл Велькроп; Березничка; Війтівці і Брезниця.
Впадає в Ондаву на висоті 168 метрів.